# Hegyi Sándor
Hegyi Sándor (Dombóvár, 1932. április 3. – Beremend, 2009. április 28.) válogatott labdarúgó, hátvéd.

## Pályafutása

### Klubcsapatban
A Kaposvári Lokomotívban kezdte labdarúgó pályafutását. 1950 nyarán a Kaposvári Dolgozók SK-ból igazolt a Pécsi Lokomotívba. A Pécsi Lokomotív játékosaként 1952-ben NB II-es bajnok lett. Katonaként 1953-ban az Bp. Dózsában játszott, ezt követően 1955-ben a Pécsi Dózsa labdarúgója lett. Kemény, határozott jól helyezkedő, kiváló rúgótechnikával rendelkező játékos volt, aki hátvédként vagy fedezetként is kitűnő teljesítményre volt képes. Pontos helyezkedésével, pompás rúgótechnikájával és fejjátékával tűnt ki.
Edzői oklevele ellenére nem edzősködött.

### A válogatottban
1955-ben két alkalommal szerepelt a válogatottban jobbhátvédként.

## Statisztika

### Mérkőzései a válogatottban
| Magyarország | Magyarország    | Magyarország               | Magyarország | Magyarország | Magyarország | Magyarország | Magyarország | Magyarország |
| #            | Dátum           | Helyszín                   | Hazai        | Eredmény     | Vendég       | Kiírás       | Gólok        | Esemény      |
| ------------ | --------------- | -------------------------- | ------------ | ------------ | ------------ | ------------ | ------------ | ------------ |
| 1.           | 1955. május 8.  | Oslo, Ullevaal Stadion     | Norvégia     | 0 – 5        | Magyarország | barátságos   | -            |              |
| 2.           | 1955. május 19. | Helsinki, Olimpiai Stadion | Finnország   | 1 – 9        | Magyarország | barátságos   | -            |              |
|              | Összesen        |                            |              | 2            | mérkőzés     |              | 0            | gól          |